# Moeck Musikinstrumente + Verlag

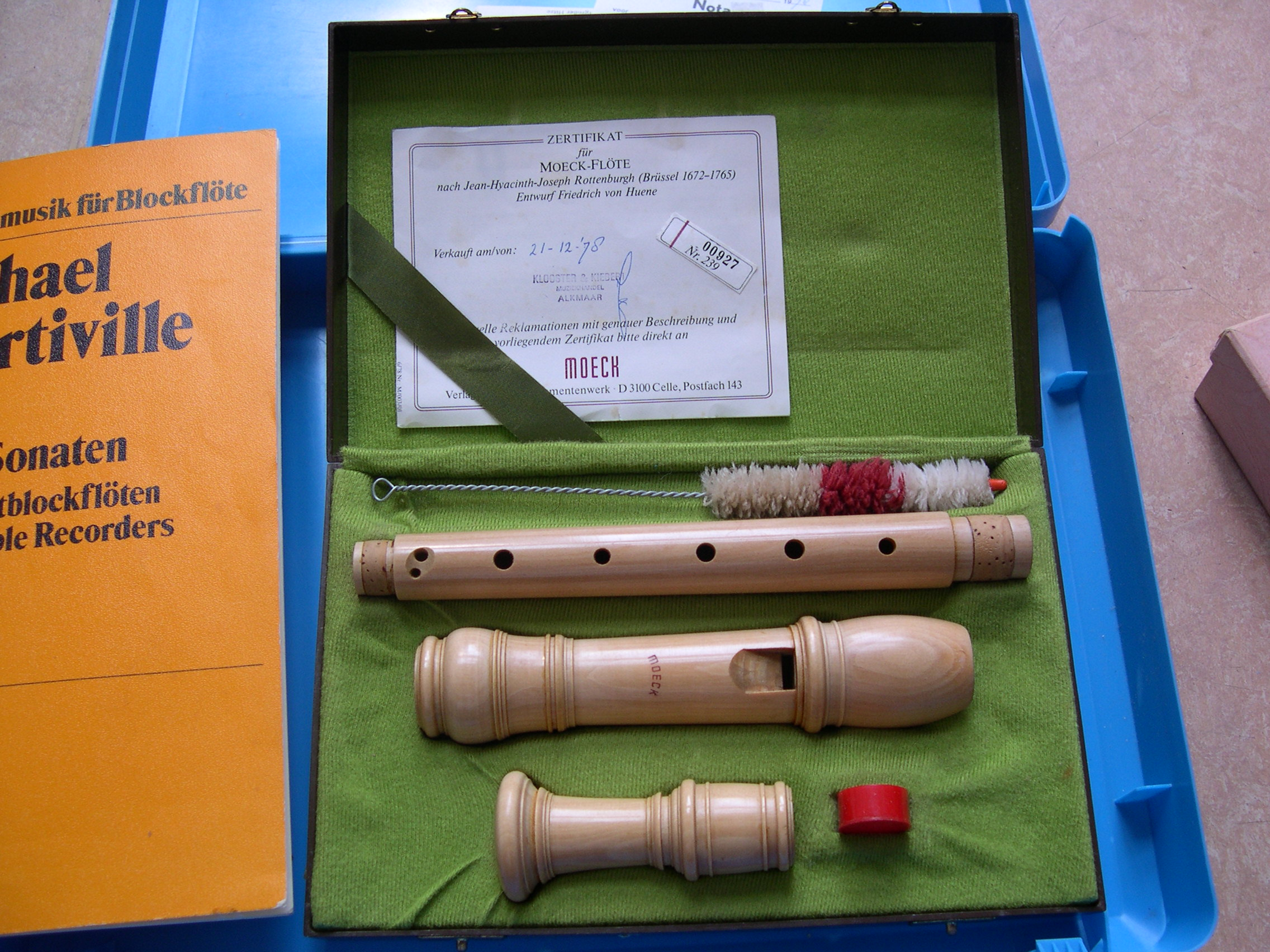
Un flauto dolce Moeck

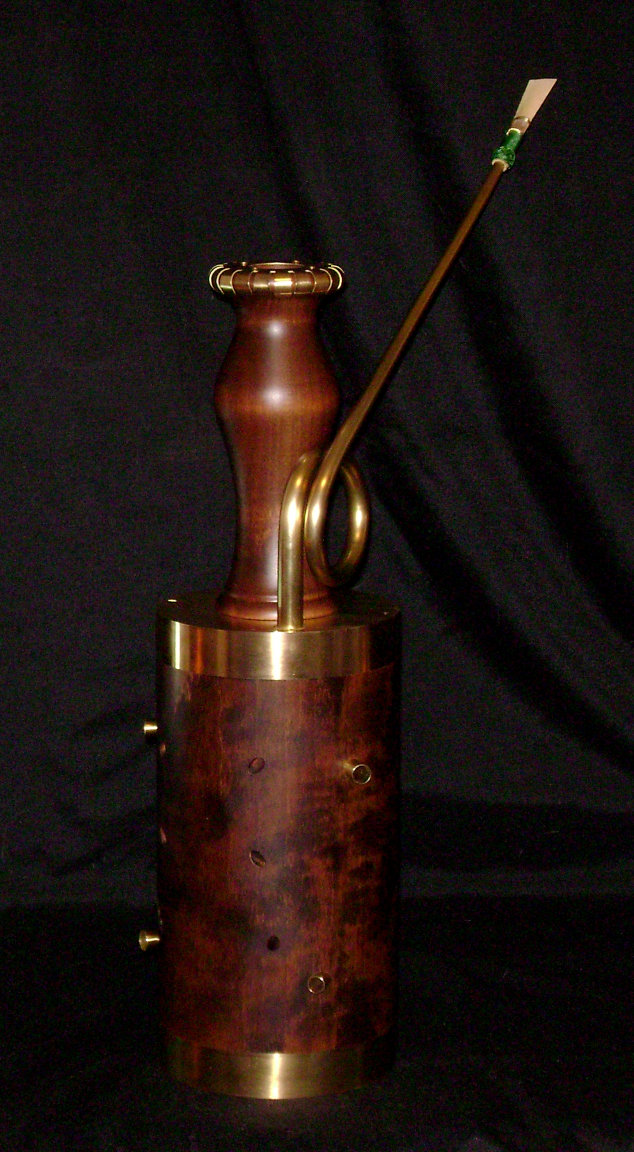
Cervellato barocco prodotto da Moeck

Moeck è un produttore tedesco, con sede a Celle, di flauti dolci e editore di musica per flauto dolce. La ditta fu fondata nel 1925 da Hermann Moeck; in seguito, nel 1960, suo figlio Hermann Alexander ne assunse la direzione. Attualmente la gestione è affidata a Sabine Haase-Moeck.
La produzione è centrata sul flauto dolce, di cui alcuni su modello di strumenti originali (in particolare la serie Rottenburgh, basata sugli strumenti di Joannes Hyacinth Rottenburgh), realizzati con legni pregiati e destinati a flautisti esperti; sono inoltre prodotti anche altri modelli destinati a un pubblico più vasto e alla didattica.
Fino al 2008 la ditta ha prodotto anche altri strumenti rinascimentali e barocchi come rauschpfeife, ciaramelle, dulciane, flauti traversieri, cromorni, cervellati e oboi barocchi, ma l'esiguità della richiesta non poteva più sostenere l'impegno e i costi della produzione, artigianale, di questi strumenti.

## Modelli attualmente prodotti

### Flauti dolci soprano per principianti
- Penta: flauto in legno di acero (testata di plastica opzionale), pentatonico
- Flauto 1 e 1 plus: in acero con testata di plastica
- Vari flauti per la scuola in acero o pero.

### Flauti dolci per musicisti avanzati
- Rondo: strumenti intermedi, in acero o pero naturale o tinto
- Rottenburgh: di alta qualità, in legni pregiati e con diteggiatura barocca, su modello degli strumenti di Joannes Hyacinth Rottenburgh
- Steenbergen: flauto soprano da un originale di Jan Steenbergen (1675-1728)
- Stanesby: flauto contralto da un originale di Thomas Stanesby (1668-1734)
- Denner: flauto contralto da un originale di Jacob Denner (Norimberga, 1681-1735)
- Ehlert: flauto dolce moderno sviluppato da Ralf Ehlert (Celle, 1960-)
- Hotteterre: flauto tenore da un originale di Jean Hotteterre (Parigi, dopo il 1640)
- Kynseker: flauti soprano e contralto da originali di Hieronimus Franciscus Kynseker (Norimberga, 1636-1686)
- Consort rinascimentale: flauti dolci rinascimentali, varie taglie; da originali del Museo dell'Hofburg di Vienna.

### Diapason
I modelli per principianti, i Rondo, i Rottenburgh, gli Ehlert e i Kynseker sono accordati a 442 Hz (tranne il basso Rottenburgh, disponibile anche a 415 Hz); il consort rinascimentale è accordato a 440 Hz. Tutti gli altri sono disponibili a 442 Hz oppure a 415 Hz.